# San José, Alajuela
San José är en ort i Costa Rica.   Den ligger i provinsen Alajuela, i den nordvästra delen av landet, 160 km nordväst om huvudstaden San José. San José ligger 50 meter över havet och antalet invånare är 31 430.
Terrängen runt San José är platt. Runt San José är det ganska glesbefolkat, med 27 invånare per kvadratkilometer. San José är det största samhället i trakten. Omgivningarna runt San José är en mosaik av jordbruksmark och naturlig växtlighet.